# Webster (Dakota del Sur)
Webster es una ciudad ubicada en el condado de Day en el estado estadounidense de Dakota del Sur. En el Censo de 2010 tenía una población de 1.886 habitantes y una densidad poblacional de 487,41 personas por km².

## Geografía
Webster se encuentra ubicada en las coordenadas 45°20′8″N 97°31′18″O / 45.33556, -97.52167. Según la Oficina del Censo de los Estados Unidos, Webster tiene una superficie total de 3.87 km², de la cual 3.87 km² corresponden a tierra firme y (0%) 0 km² es agua.

## Demografía
Según el censo de 2010, había 1.886 personas residiendo en Webster. La densidad de población era de 487,41 hab./km². De los 1.886 habitantes, Webster estaba compuesto por el 95.12% blancos, el 0.16% eran afroamericanos, el 2.33% eran amerindios, el 0.21% eran asiáticos, el 0% eran isleños del Pacífico, el 0.32% eran de otras razas y el 1.86% pertenecían a dos o más razas. Del total de la población el 0.74% eran hispanos o latinos de cualquier raza.